# لی جیانگ
لی جیانگ (انگلیسی: Li River) یا رود لی (چینی: 漓江; پین‌یین: Lí Jiāng) نام بخش بالادست رود گوی در شمال‌شرقی گوانگشی، چین است. این رود بخشی از سامانه رود شی در حوزه رود مروارید (چین) محسوب می‌شود و به طول ۱۶۴ کیلومتر (۱۰۲ مایل) از شهرستان شینگ‌آن تا شهرستان پینگله جریان دارد.

## پیش‌زمینه

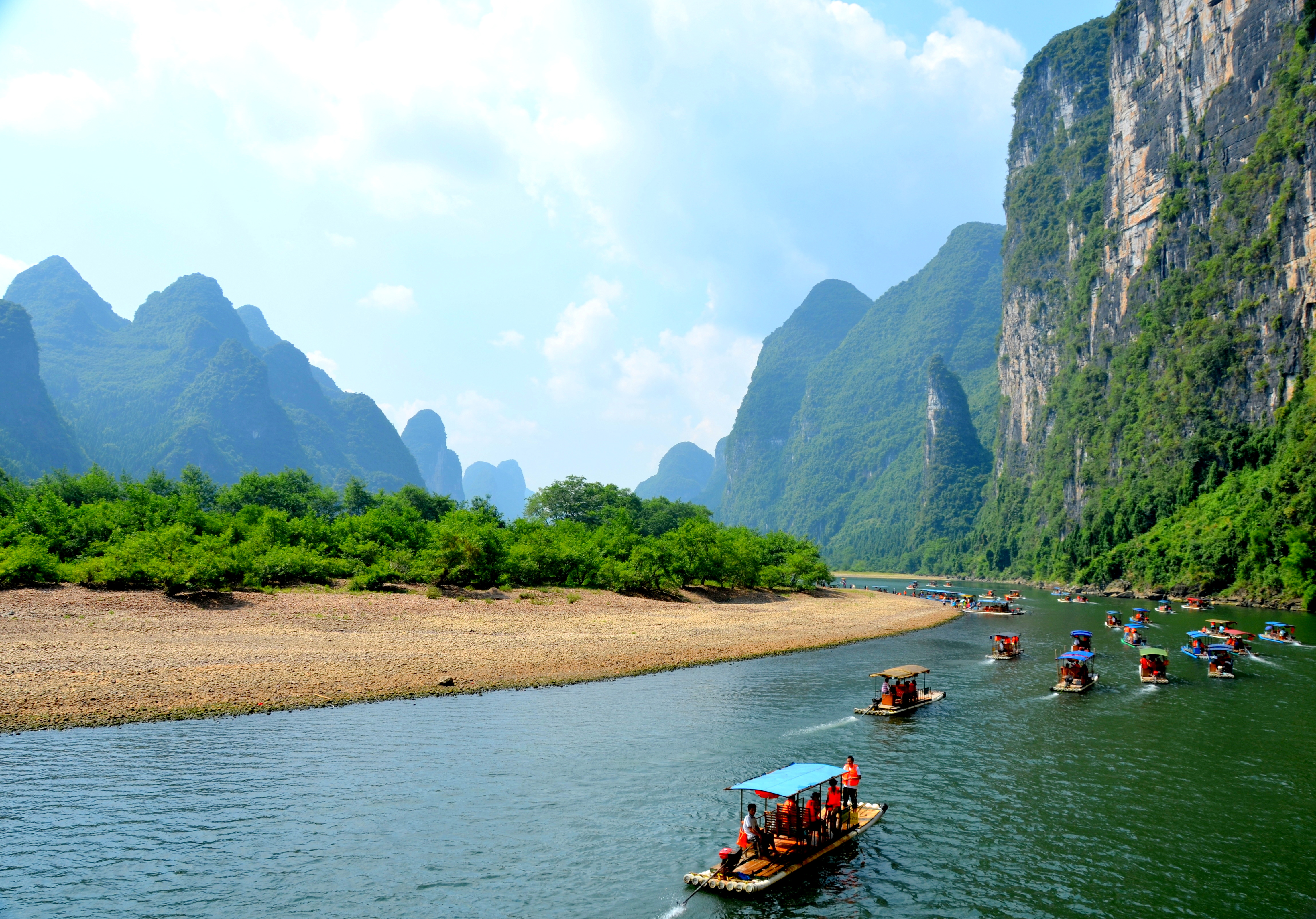
قایق‌های گردشگری در رود لی از شهرستان یانگشوو

رود لی از کوه‌های مائوئر در شهرستان شینگ‌آن سرچشمه گرفته و به‌طور کلی در جهت جنوب از طریق گویلین، شهرستان یانگشوو و شهرستان پینگله جریان می‌یابد. در پینگله، رود لی با لیپو و گونگ‌چنگ ادغام شده و رود گوی را تشکیل می‌دهد که در نهایت به رود شی، شاخه غربی رود مروارید (چین) می‌ریزد.
بخش بالادست رود لی از طریق کانال لینگچو با رود شیانگ که به سمت شمال و یانگ‌تسه جریان دارد، متصل است. این اتصال در گذشته موجب شد رودهای لی و گوی بخشی از یک مسیر آبی مهم برای ارتباط دره یانگ‌تسه با دلتای رود مروارید باشند.
مسیر ۴۳۹-کیلومتر (۲۷۳-مایل) رودهای لی و گوی، با تپه‌های سرسبز احاطه شده است. ماهیگیری باکلانی اغلب با لی جیانگ مرتبط است.
کروزهای گردشگری در رود لی بسیار معروف بوده و سالانه میلیون‌ها بازدیدکننده را جذب می‌کنند.

## زمین‌شناسی

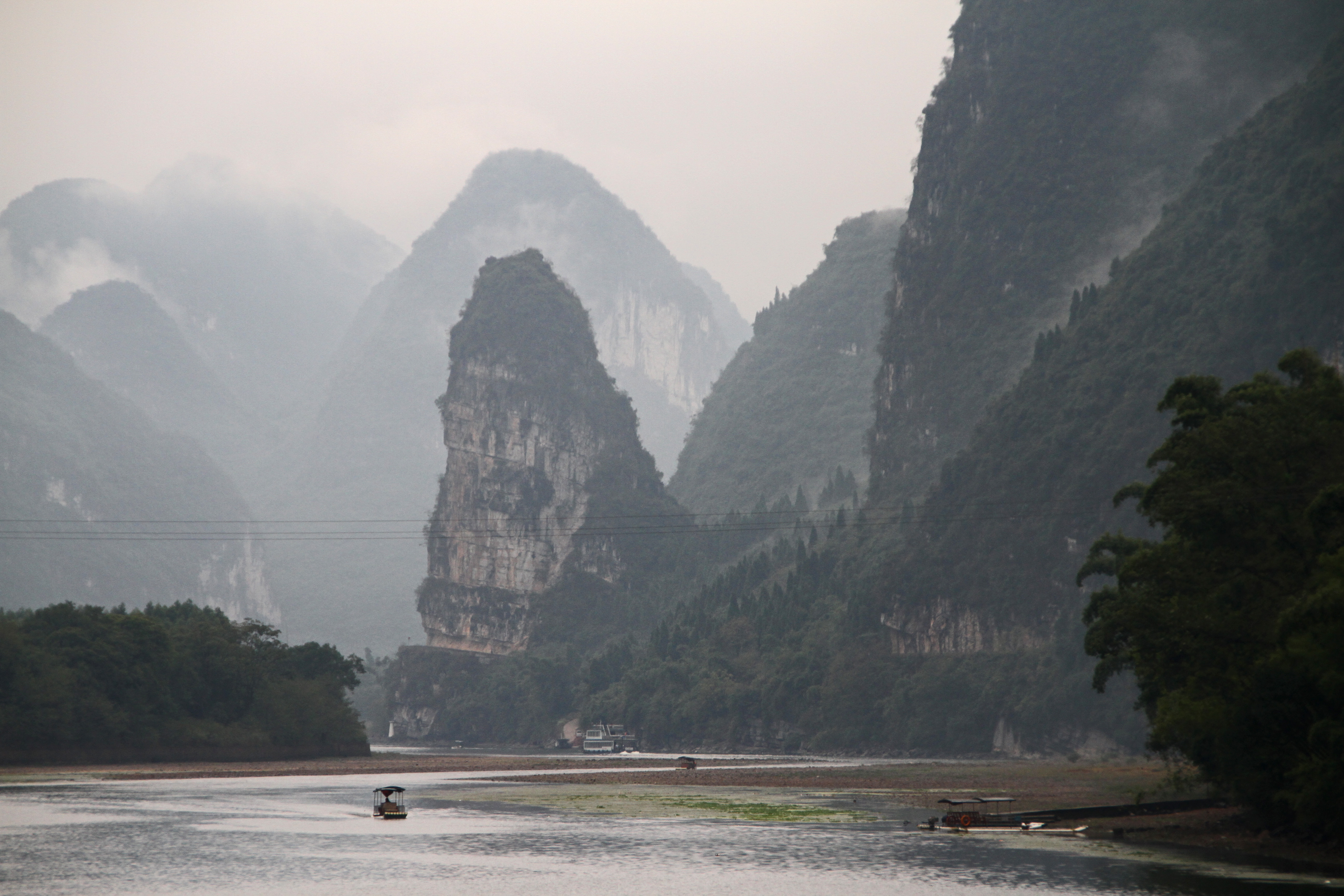
بخش بالادست رود لی

رود لی و شاخه‌های آن منطقه‌ای از گویلین تا یانگشوو را زهکشی می‌کنند و از ارتفاع ۱۴۱-متر (۴۶۳-فوت) در گویلین به ۱۰۳-متر (۳۳۸-فوت) در یانگشوو کاهش ارتفاع می‌دهد. میانگین جریان در گویلین ۲۱۵ متر مکعب در ثانیه است و آبرفت‌های آن شامل شن‌های درشت مرتب‌شده‌ای است که توسط ماسه سیلتی پوشانده شده‌اند و در مسیر خود دشت‌های سیلابی و تراس‌هایی را شکل می‌دهند. با این حال، وجود ۲٬۶۰۰-متر (۸٬۵۰۰-فوت) از سنگ‌های آهکی دوونین و کربنیفر و زمین‌های کارستی در حوضه گویلین، منظره‌ای چشم‌گیر به این منطقه بخشیده است. دو نوع کارست متمایز در این منطقه وجود دارد: فنگ‌کونگ و فنگ‌لین که در طول ۱۰ تا ۲۰ میلیون سال گذشته در دوران نوزیستی تکامل یافته‌اند.

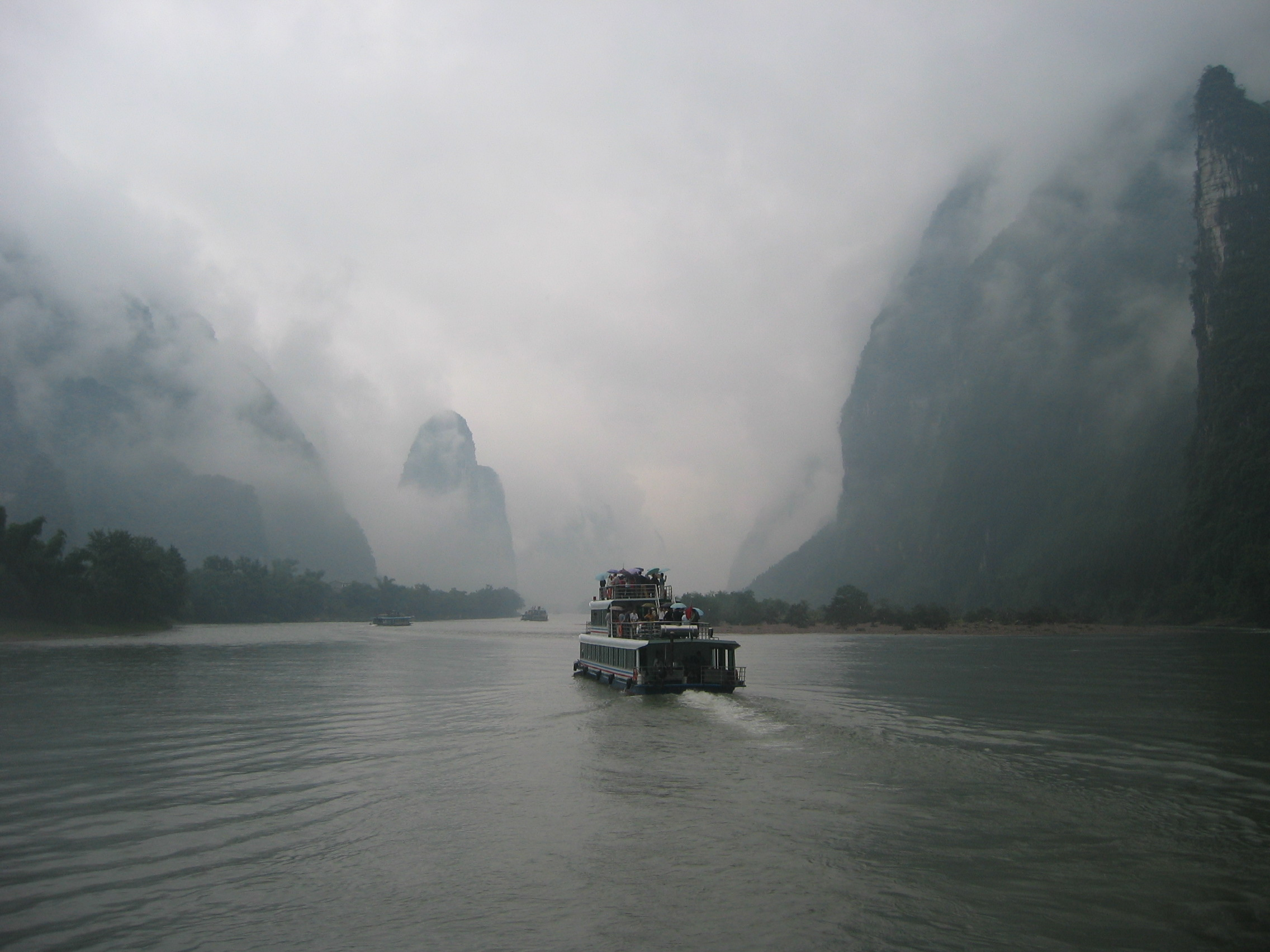
مه بر فراز رود لی

کارست فنگ‌کونگ که مسیر رود لی را احاطه کرده، به‌عنوان مجموعه‌ای از تپه‌های آهکی با یک پایه مشترک و دره‌های عمیق (یا دولین) بین قله‌ها تعریف می‌شود و گاهی به آن کارست خوشه‌ای قله‌ای می‌گویند. صدها غار در این ناحیه وجود دارند که ۲۳ مورد آن‌ها دارای گذرگاه‌هایی با طول بیش از ۱ کیلومتر در امتداد تنگه رود لی هستند. طولانی‌ترین این غارها سامانه غاری گوآنیان است که از کائوپینگ تا نانشو امتداد دارد.
کارست فنگ‌لین که در منطقه یانگشوو و جنوب گویلین غالب است، به‌عنوان تپه‌های آهکی جدا از هم که با سطح آهکی مسطحی از هم جدا شده‌اند تعریف می‌شود و معمولاً توسط رسوبات سست پوشانده شده‌اند. این نوع کارست گاهی به‌عنوان دشت جنگلی قله‌ای شناخته می‌شود. مشهورترین فنگ‌لین، کارست برجی در اطراف یانگشوو است. این برج‌ها از سنگ آهک محکم و انبوهی تشکیل شده‌اند که سطوح تقریباً عمودی دارند و قطر پایه آن‌ها کمتر از ۱٫۵ برابر ارتفاع‌شان است. ارتفاع این برج‌ها در حوضه مرکزی بین ۳۰ تا ۸۰ متر متغیر است، اما در نزدیکی فنگ‌کونگ ممکن است تا ۳۰۰ متر هم برسد. فنگ‌لین از طریق بالاآمدگی زمین‌ساختی آرام و پیوسته، مرتبط با زون کوهزایی هیمالیا، و فرسایش تدریجی برج‌ها تکامل می‌یابد.
غارهای نمایشی مشهور در منطقه گویلین شامل چی‌شینگ دونگ و لوتی دونگ هستند.